# Península del Cap York
La península del Cap York és una península al nord de Queensland, Austràlia. El cap York es troba a l'extrem de la península i és el punt més al nord d'Austràlia continental.
La punta de la península s'ubica a uns 140 km al sud de Nova Guinea, separant entre si per l'estret de Torres. La costa oest voreja el golf de Carpentària mentre que la costa est, el mar del Corall. La península del Cap York cobreix aproximadament 137.000 km² i la seva població ronda els 18.000 habitants.
És l'espai verge amb natura salvatge més gran del nord d'Austràlia, amb un terreny bàsicament pla, en què la meitat de la superfície s’usa per a pasturar bestiar. Les sabanes boscoses d'eucaliptus, les selves tropicals tropicals i altres tipus d’hàbitats, relativament intactes, ara es reconeixen i conserven per la seva importància ambiental global. Tot i que gran part de la península segueix sent verge, amb un gran diversitat de flora i fauna endèmica, algunes de les seves espècies salvatges poden estar amenaçades per la indústria i el sobrepasturatge, així com per les espècies introduïdes i les males herbes. Així mateix a la seva costa oriental es considera que comença la Gran Barrera de Corall.
El 1606, el mariner holandès Willem Janszoon a bord del Duyfken va ser el primer europeu a aterrar a Austràlia, arribant a la península del Cap York. Va ser anomenat així el 1770 per James Cook en honor del Duc de York.

## Història

### Exploració europea

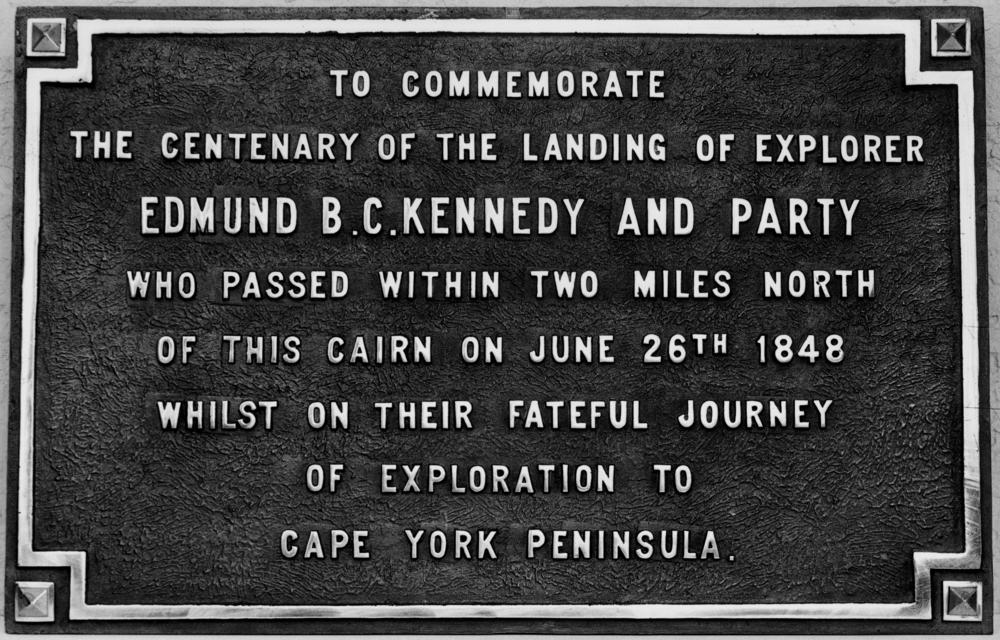
Pedra commemorativa d'Edmund BC Kennedy, inaugurada a Cardwell, 1948. L'any 1848, Kennedy, assistent-agrimensor de Nova Gal·les del Sud, va dirigir una expedició per explorar la península del cap York.

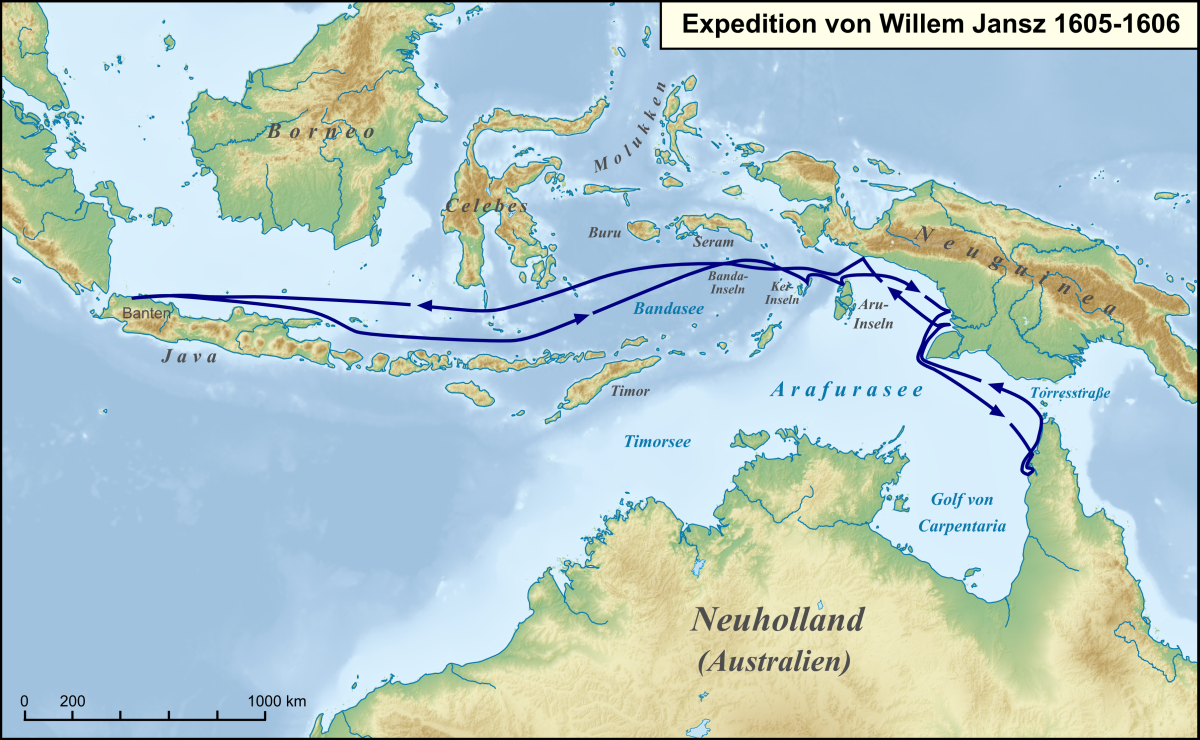
Tour de Willem Jansz amb el vaixell Duyfken, el 1605–1606

El febrer de 1606, el navegant holandès Willem Janszoon va desembarcar prop del lloc del que avui és Weipa, a la costa occidental de la península del cap York. Aquest va ser el primer desembarcament registrat d'un europeu a Austràlia, i també va marcar el primer contacte entre europeus i aborígens australians.
Edmund Kennedy va ser el primer explorador europeu que va intentar una expedició terrestre a la península de Cap York. Havia estat el segon al comandament de Thomas Livingstone Mitchell el 1846 quan es va trobar el riu Barcoo. L'objectiu era establir una ruta cap a la punta de la península, on els empresaris de Sydney intentaven desenvolupar un port per al comerç amb les Índies Orientals.
L'expedició va partir des de la badia de Rockingham, prop de l'actual ciutat de Cardwell, el maig de 1848, i va resultar ser un dels grans desastres de l'exploració australiana. Dels tretze homes que van marxar, només tres van sobreviure. Els altres van morir de febre o de fam, o van ser atacats per aborígens hostils. Kennedy va morir de ferides de llança gairebé a la vista del seu destí el desembre de 1848. L'únic supervivent que va completar el viatge va ser Jackey Jackey, un aborigen de Nova Gal·les del Sud. Va dirigir un grup de rescat als altres dos que no havien pogut continuar.
La punta de la península (Cap York) va ser finalment aconseguida pels europeus el 1864 quan els germans Francis Lascelles (Frank) i Alexander William Jardine, juntament amb vuit companys, van conduir una turba de bestiar des de Rockhampton fins al nou assentament de Somerset (al cap York) on el pare dels Jardine era comandant. En el camí van perdre la majoria dels seus cavalls, moltes de les seves botigues i van lluitar en batalles campals amb els aborígens, i finalment van arribar el març de 1865.

### Primer contacte
El primer contacte conegut entre els europeus i els aborígens es va produir a la costa oest de la península l'any 1606, però no va ser resolt pels europeus fins al segle xii quan es van establir comunitats de pescadors, després estacions i més tard ciutats mineres. L'assentament europeu va provocar el desplaçament de les comunitats aborígens i l'arribada dels illencs de l'estret de Torres al continent.

## Geografia i geologia

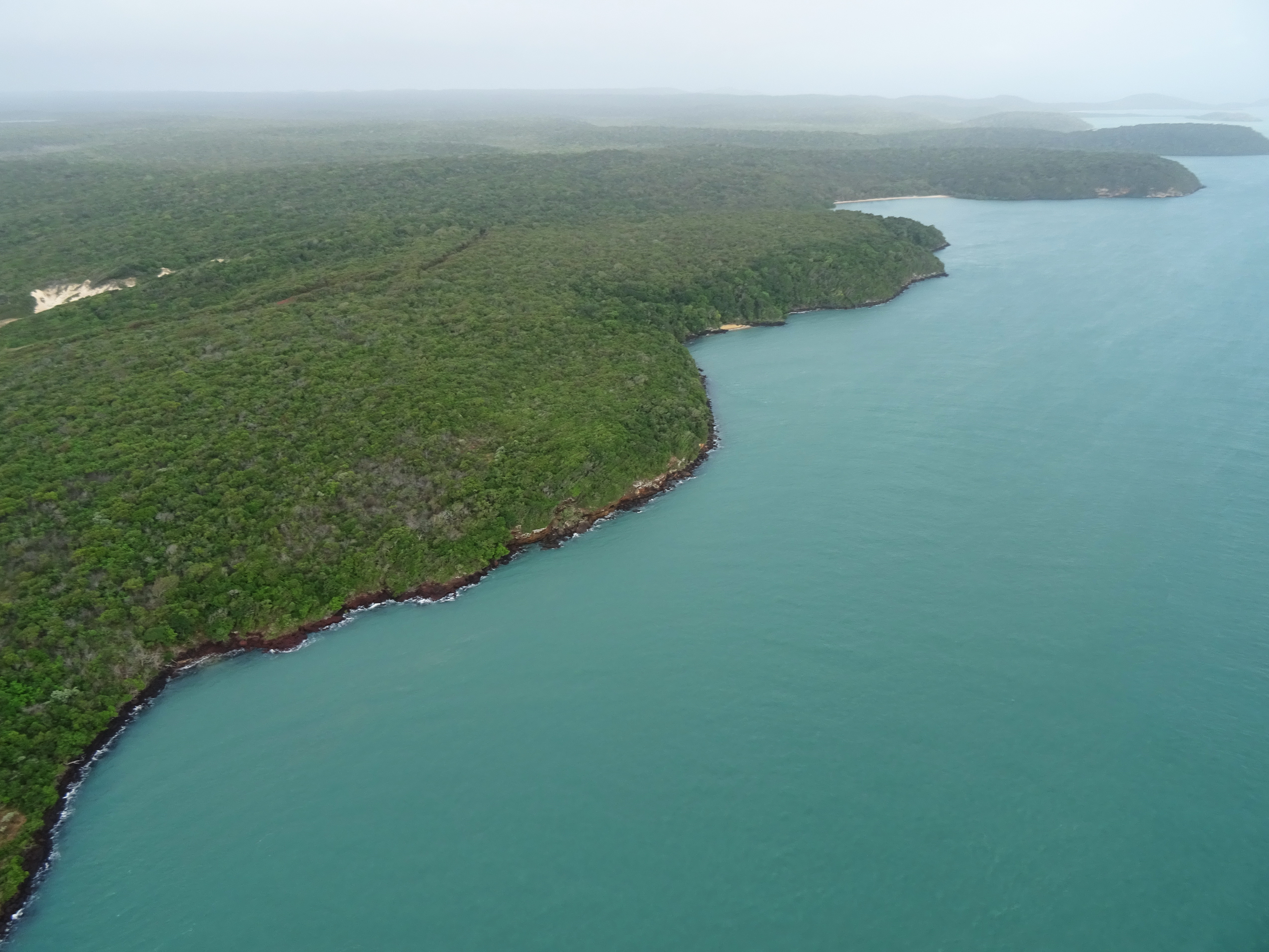
La punta mateixa del cap York, conegut com Pajinka, des de l'aire.

La costa oest limita amb el Golf de Carpentària i la costa est limita amb el Mar del Corall. La península està vorejada per aigua per tres vessants (nord, est i oest). No hi ha una demarcació clara cap al sud, tot i que el límit oficial de la Cape York Peninsula Heritage Act de 2007 de Queensland passa a uns 16° de latitud sud.

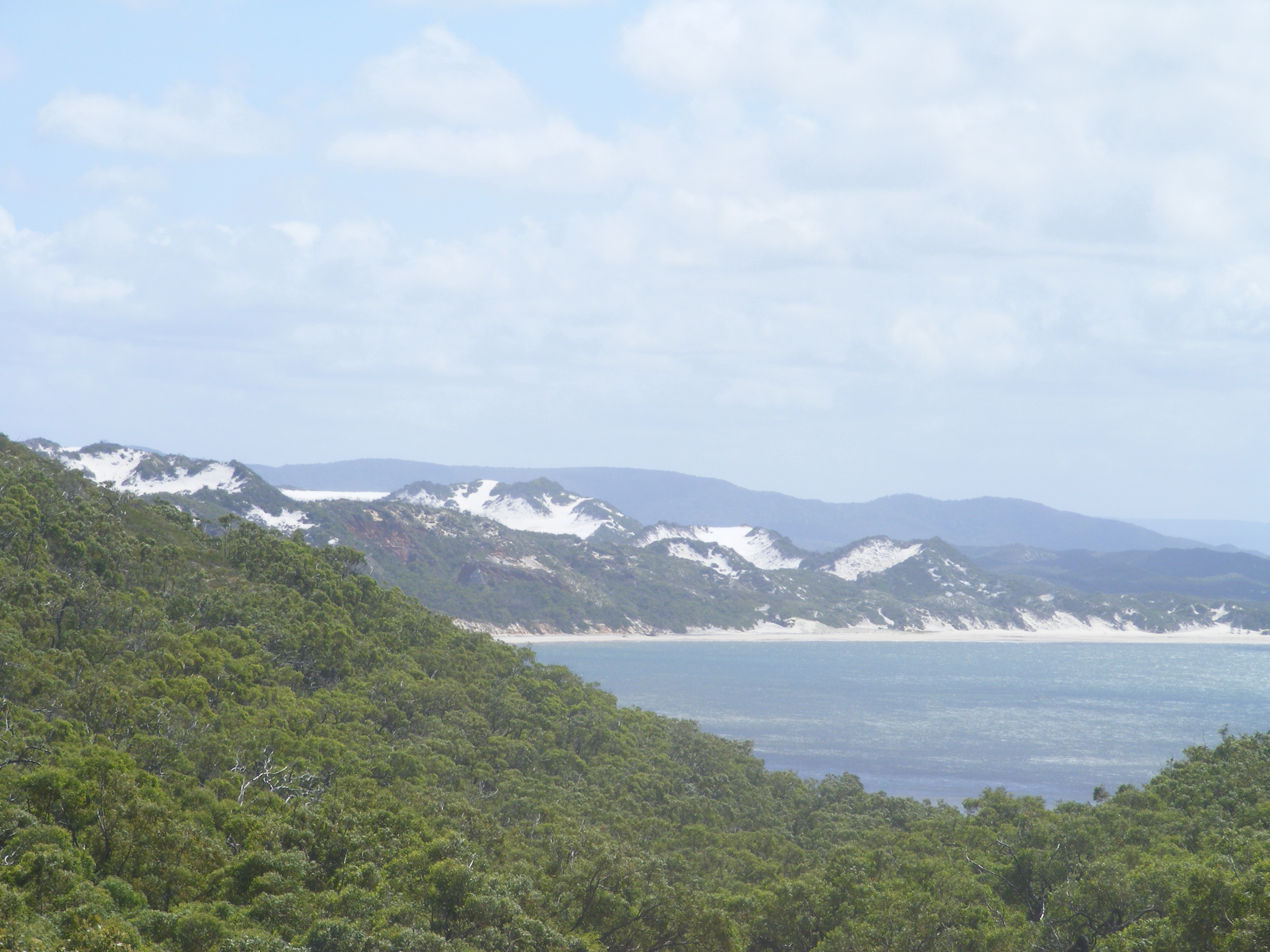
Dunes de sorra al voltant de Cape Flattery.

Al punt més ample de la península, és de 430 km des del riu Bloomfield al sud-est, fins a la costa oest, just al sud de la comunitat aborigen de Kowanyama. Són uns 660 km des de la frontera sud de Cook Shire, fins a la punta del cap York.
A l'extrem de la península es troba el cap York, el punt més al nord del continent australià. Va ser batejat pel tinent James Cook el 21 d'agost de 1770 en honor del príncep Edward, duc de York i Albany, germà del rei Jordi III del Regne Unit, que havia mort tres anys abans.
| « | La punta del Main, que forma un costat del passatge abans esmentat, i que és el promontori nord d'aquest país, l'he batejat cap York, en honor a la seva difunta altesa reial, el duc de York. | » |

Els paisatges tropicals es troben entre els més estables del món. La península, sense ser alterada per l'activitat tectònica durant molt de temps, és una plana baixa gairebé plana, extremadament erosionada, dominada per rius serpentejants i grans planes inundables, amb alguns turons molt baixos que s'eleven a 800 m a la serralada McIlwraith al costat est al voltant de Coen.
La columna vertebral de la península de Cap York és la carena de la península, part de la Gran Serralada Divisoria d'Austràlia. Aquesta serra està formada per roques antigues (1.500 milions d'anys) del Precambrià i del Paleozoic. A l'est i a l'oest de la carena peninsular es troben les conques de Carpentaria i Laura, respectivament, elles mateixes formades per antics sediments mesozoics. Hi ha diverses formes de relleu destacades a la península: les grans extensions de camps de dunes tranquils a la costa oriental al voltant de la badia de Shelburne i el cap Bedford-Cape Flattery, els enormes munts de blocs de granit negre al Parc nacional Black Mountain i al cap Melville i els carsts de pedra calcària al voltant de Palmerston a l'extrem sud de la península.

### Sòl
Els sòls són notablement infèrtils fins i tot en comparació amb altres zones d'Austràlia, estan gairebé completament lateritzats i, en la majoria dels casos, tan vells i meteoritzats que avui dia hi ha molt poc desenvolupament (classificat en la taxonomia del sòl de l'USDA com a orthents). És a causa d'aquesta extraordinària pobresa del sòl que la regió està tan poc assentada: els sòls són tan impracticables i no responen als fertilitzants que els intents de cultius comercials solen fracassar.

### Clima
El clima de la península del Cap York és de sabana tropical al sud, amb una intensa temporada de monsons de novembre a abril, període durant el qual el bosc es torna gairebé inhabitable, i una estació seca de maig a octubre. La temperatura és de càlida a calorosa, amb un clima més fresc a les zones més altes. Les temperatures mitjanes anuals oscil·len entre 18 °C a cotes més altes fins a 27 °C a les terres baixes del sud-oest més sec. Temperatures superiors als 40 °C i per sota de 5 °C són rares.
Les pluges anuals són elevades, superant els 2.000 mm a la serralada del ferro i al nord de Weipa fins a uns 700 mm a la frontera sud. Gairebé tota aquesta pluja cau entre novembre i abril, i només als vessants orientals de la Serralada del Ferro la pluviometria mitjana entre juny i setembre està per sobre 5 mm. Entre gener i març, però, la mitjana de precipitacions mensuals oscil·la entre uns 170 mm al sud a més de 500 mm al nord i a la Serra del Ferro.

### Rius

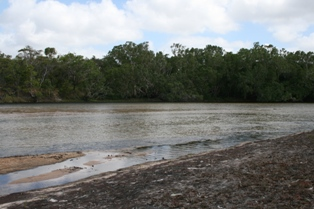
Riu Jardine, al nord de la península del cap York, a la base del mateix cap York.

La cresta peninsular forma la divisòria de drenatge entre el golf de Carpentaria i el mar del Coral. A l'oest, una sèrie de grans sistemes fluvials sinuosos, com ara les captacions Mitchell, Staaten, Coleman, Holroyd, Archer, Watson, Wenlock, Ducie i Jardine, aboquen les seves aigües al golf de Carpentaria. Durant l'estació seca, aquests rius es redueixen a una sèrie de pous d'aigua i llits de sorra. No obstant això, amb l'arribada de pluges torrencials a l'estació humida, s'inflen fins a poderosos cursos d'aigua, s'estenen per extenses planes inundables i aiguamolls costaners i donen vida a una gran varietat d'espècies d'aigua dolça i zones humides.
Als vessants orientals, els rius Jacky Jacky Creek, Olive, Pascoe, Lockhart, Stewart, Jeannie i Endeavour, més curts i de flux més ràpid, flueixen cap al mar de Coral, proporcionant aigua dolça i nutrients importants a la secció més saludable de la Gran Barrera de Corall. En el seu camí, aquests rius salvatges i tranquils estan revestits de densos boscos tropicals, dunes de sorra o manglars.

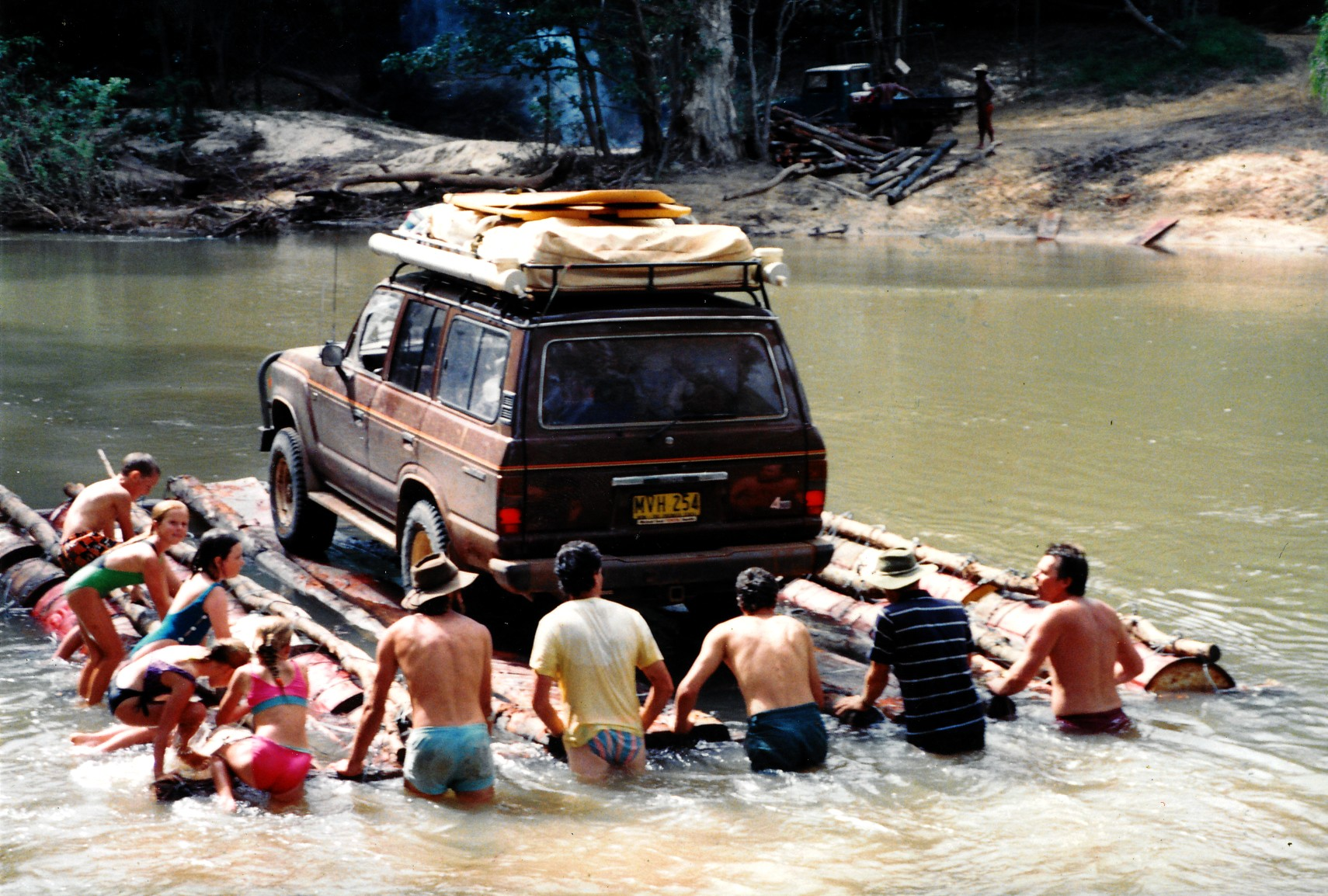
Turistes que creuen el riu Wenlock durant l'estació humida

Les planes inundables de la conca Laura, que estan protegides als parcs nacionals dels rius Rinyirru i Jack, estan travessades pels rius Morehead, Hann, North Kennedy, Laura, Jack i Normanby.
Les conques fluvials de la Península destaquen per la seva excepcional integritat hidrològica. Amb poca pertorbació tant en els fluxos d'aigua com en la coberta vegetal a través de les captacions senceres, la península del cap York s'ha identificat com un dels pocs llocs on els cicles de l'aigua tropical romanen essencialment intactes. La península del cap York contribueix fins a una quarta part de l'escorrentia superficial d'Austràlia. De fet, amb només un 2,7 % de la superfície terrestre d'Austràlia, produeix més escorrentia que tota Austràlia al sud del tròpic de Capricorn. Aprofitant aquestes fortes pluges tropicals, els rius de la península també tenen una importància especial per reposar la Gran Conca Artesiana d'Austràlia central. Actualment, el govern de Queensland està disposat a protegir 13 dels rius salvatges de la península del cap York sota la Llei de rius salvatges de 2005.

### Història geològica

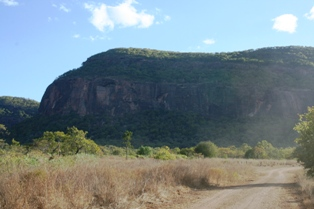
Mount Mulligan, Hodgkinson Goldfields

La península es forma a la part nord de la Gran Serralada Divisoria, plegada durant el període Carbonífer fa uns 300 milions d'anys, quan Austràlia va xocar amb el que ara és part d'Amèrica del Sud i Nova Zelanda. La serralada ha experimentat una erosió significativa des d'aleshores. Fa uns 40 milions d'anys, la placa tectònica indoaustraliana va començar a separar-se de l'antic supercontinent Gondwana. Quan va xocar amb la placa del Pacífic en el seu viatge cap al nord, les altes cadenes muntanyoses del centre de Nova Guinea van sorgir fa uns 5 milions d'anys. A sotavent d'aquesta zona de col·lisió, les antigues formacions rocoses de l'actual península del cap York es van mantenir en gran part inalterades.
Al llarg de l'època del Plistocè, Austràlia i Nova Guinea es van unir alternativament a la terra i separades per l'aigua. Durant els períodes de glaciació i els baixos nivells del mar resultants, la península del cap York va proporcionar un enllaç terrestre baix. Hi havia un altre enllaç entre Terra d'Arnhem i Nova Guinea, de vegades tancant un enorme llac d'aigua dolça (llac Carpentaria) al centre del que avui és el golf de Carpentaria. Austràlia i Nova Guinea van romandre connectades d'aquesta manera fins que l'estret de Torres es va inundar per última vegada fa uns 8.000 anys.

## Pobles i cultura avui
Avui la península només té una població d'uns 18.000 habitants, dels quals un gran percentatge (~60%) són aborígens i illencs de l'estret de Torres.
El centre administratiu i comercial de bona part de la península del cap York és Cooktown, situat a l'extrem sud-est, mentre que l'assentament més gran de la península és la ciutat minera Weipa al golf de Carpentària. La resta és extremadament poc poblada, amb aproximadament la meitat de la població vivint en assentaments molt petits i ramaderies. Al llarg de la carretera de desenvolupament de la península, hi ha petits centres de serveis a Lakeland, Laura i Coen. Uns 30 km al nord de la costa al nord de la punta del cap York, hi ha un centre de servei important a la propera illa Thursday. Les comunitats aborígens es troben a Hopevale, Pormpuraaw, Kowanyama, Aurukun, Lockhart River, Napranum, Mapoon, Injinoo, New Mapoon i Umagico. Les comunitats illenques de l'estret de Torres al continent es troben a Bamaga i Seisia. Una carretera interior completament segellada enllaça Cairns i Atherton Tableland amb Lakeland i Cooktown. La carretera al nord de Lakeland Downs fins a la punta de la península de vegades es talla després de fortes pluges durant la temporada humida (aproximadament de desembre a maig).
La península és una destinació turística popular a l'estació seca per acampar, fer senderisme, observar ocells i entusiastes de la pesca. Molta gent fa que l'aventura, però gratificant, condueixi fins a la punta del cap York, el punt més al nord d'Austràlia continental.
Algunes de les galeries de pintura rupestre aborígens més extenses i antigues del món envolten la ciutat de Laura, algunes de les quals estan disponibles per al públic. També hi ha un nou centre d'interpretació des del qual es disposa d'informació sobre l'art rupestre i la cultura local i es poden organitzar visites.

### Llengües i pobles indígenes
Es parlen més de 30 llengües australianes a la península de Cape York, incloent Linngithigh, Umpila, Wik Mungkan, Wik-Me'nh, Wik-Ngathan, Kugu Nganhcara, Guugu Yalandji, Guugu Yimithirr, Kuuk Thaayorre i una multitud d’aborigens australians. idiomes. Algunes d'aquestes llengües les estan adquirint els nens o les parlen totes les generacions en comunitats remotes. La majoria de les llengües wik estan sent absorbides ràpidament pel Wik-Mungkan, que sembla ser l'única llengua aborigen de la península que s'està desenvolupant molt ràpidament, ja que és la segona llengua del Wikalkan, Wik-Ngathana i Wikngenchera.
El djagaraga (també conegut com Yadhaigana, Dyagagara i Yagulleone) és una llengua aborigen australiana de la punta del cap York. La regió lingüística inclou el paisatge dins dels límits del govern local del Consell Regional de l'Àrea de la Península del Nord. Tradicionalment l'idioma es parlava a l'est de Cap York, especialment a les localitats de l'illa Albany i l'illa de Mount Adolphusr.
Linngithigh (també conegut com Winda Winda i Linginiti) és una llengua aborigen australiana parlada pel poble Linngithigh. La regió lingüística de Linngithigh inclou paisatges dins dels límits del govern local del Consell de la Comarca de Cook: Western Cape York, Winda Winda Creek, Mission River i Archer River.
El luthigh (també conegut com Lotiga, Tepiti i Uradhi) és una llengua aborigen australiana parlada pel poble luthigh. L'àrea lingüística tradicional de Luthigh inclou paisatges dins dels límits del govern local de Cook Shire: Eastern Cape York, Ducie River, Northern Peninsula, New Mapoon, Injinoo i Cowal Creek.
El teppathiggi (també conegut com Tepithiki i Teyepathiggi) és una llengua aborigen australiana de Western Cape York, Middle Dulcie River, Lower Batavia River, Ducie River i Mapoon. La regió lingüística inclou àrees dins dels límits del govern local de Cook Shire Council.
El thaynakwith (també conegut com awngthim, tainikuit i winduwinda) és una llengua aborigen australiana parlada a Western Cape York, a la zona de Weipa, a la badia Albatross i al riu Mission. La regió lingüística inclou àrees dins dels límits del govern local de l'Ajuntament de Weipa i la Comarca de Cook.
Yir Yiront (també conegut com Yiront, Jirjoront, Yir-yiront i Kokomindjan) és una llengua aborigen australiana. La seva regió lingüística tradicional es troba a Western Cape York dins de les àrees de govern local de la Comarca aborigen de Kowanyama i la Comarca de Cook, a les conques del riu Coleman i el riu Mitchell. Després de l'eliminació dels aborígens de les seves terres tradicionals, també es parla a Pormpuraaw i Kowanyama.
Uradhi (també conegut com Anggamudi, Ankamuti, Atampaya, Bawtjathi i Lotiga) és una llengua aborigen australiana de la península de Western Cape York. La regió lingüística tradicional inclou al nord de Mapoon i Duyfken Point i a l'est de la franja costanera al nord de Port Musgrave (país d'Angkamuthi) que incorpora la desembocadura del riu Ducie, el curs inferior del riu Dulhunty i el curs superior del riu Skardon. en el nord. Després del desplaçament dels indígenes per l'assentament britànic, també es va parlar a la regió de l'àrea de la Península del Nord, incloses les comunitats de New Mapoon, Injinoo i Cowal Creek.
Kuuku Ya'u (també conegut com Gugu Yau, Yao, Ya'o, Koko Ya'o i Koka-yao) és una llengua aborigen australiana. L'àrea lingüística tradicional de Kuuku Ya'u inclou paisatges dins dels límits del govern local de Cook Shire: Eastern Cape York, Uu'ungun al sud fins al riu Claudie i l'interior.
Kuuk Thaayorre (també conegut com a Koko-Daiyuri, Kuku Yak, Thayorre i utilitzat com a nom genèric per a diverses llengües/dialectes relacionats) és una llengua aborigen australiana parlada a la península de Western Cape York, particularment a la zona de Pormpuraaw (riu Edward).. La regió lingüística de Thaayorre inclou el paisatge dins del Consell Comunitari de Pormpuraaw i el Consell de la Comarca de Cook.
Kugu Yi'anh és una llengua del cap York. L'àrea lingüística tradicional de Kugu Yi'anh inclou zones dins del cap York.
Kugu Nganhcara (també conegut com Wik, Wiknantjara, Wik Nganychara, Wik Ngencherr) és una llengua tradicional de la zona que inclou el paisatge dins dels límits del govern local de Cook Shire.
Kugu Muminh (també conegut com Kuku-Muminh) és una de les llengües tradicionals que inclou el paisatge dins dels límits del govern local de la Comarca de Cook.
Kunjen (també conegut com a Koko Wanggara, Ngundjan i Olkola) és una llengua de Western Cape York. La regió lingüística de Kunjen inclou el paisatge dins dels límits del govern local del Consell de la Comunitat de Kowanyama i el Consell de la Comarca de Cook.

### Reclamacions de títols natius
El Consell de la Terra del Cap York, establert el 1990 com a consell de la terra, ha lluitat pels drets dels títols natius i ha guanyat aquests drets sobre el 45% de la regió cap al 2018.
El 25 de novembre de 2021, 2.188 km de terres del costat oriental de la península van ser retornats als pobles Kuuku Ya'u i Uutaalnganu, en una reclamació de títol natiu que es va presentar set anys abans. La sentència històrica va ser emesa per la jutge Debra Mortimer del Tribunal Federal d'Austràlia, assegut al Tribunal Suprem de Queensland a Cairns.
El desembre de 2022, el Tribunal Federal va reconèixer les reclamacions de títols natius dels pobles Kaurareg, Kulkulgal, Kemer Kemer Meriam, Ankamuthi i Gudang / Yadhaykenu.

## Ecologia

### Flora
La península de Cape York admet un complex mosaic de selves tropicals intactes, praderies tropicals i subtropicals, sabanes, arbustos, brugars, aiguamolls, rius salvatges i manglars. Els boscos de la sabana consisteixen típicament en una capa d'herba alta i densa i densitats variables d'arbres, predominantment eucaliptus dels quals el més comú és l'escorça de Darwin (Eucalyptus tetrodonta). Aquests diversos hàbitats acullen unes 3300 espècies de plantes amb flors i gairebé tota l'àrea de la península del cap York (99,6%) encara conserva la seva vegetació nativa i està poc fragmentada. Encara que són abundants i funcionen plenament a la península, les sabanes tropicals són ara rares i molt degradades a altres parts del món. La península de Cape York també conté una de les taxes d’endemisme més altes d'Austràlia, amb més de 260 espècies de plantes endèmiques trobades fins ara. Per tant, algunes parts de la península s'han destacat per la seva qualitat de desert excepcionalment alta.

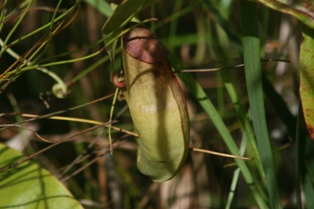
Planta de càntir carnívora, península de Cape York.

La flora de la península inclou espècies originals de Gondwana, plantes que han sorgit des de la ruptura de Gondwana i espècies d’Indomalaia i de l'altra banda de l'estret de Torres a Nova Guinea, amb la majoria de varietats que es troben a les zones de la selva tropical. La major part de la península del cap York és més seca que la propera Nova Guinea, cosa que limita la migració de les plantes de la selva tropical d'aquesta illa cap a Austràlia. Les selves tropicals ocupen una superfície de 748.000 ha (1.850.000 acres), o el 5,6 % de la superfície total de la península del cap York. Les selves tropicals depenen d'algun nivell de pluja durant la llarga estació seca, condicions climàtiques que es troben principalment als vessants orientals de les serres costaneres de la península. Les selves tropicals, que són gairebé exclusivament boscos de creixement vell i que donen suport a una biodiversitat desproporcionadament alta, que inclou flora d'origen Gondwana i Nova Guinea, tenen una gran importància per a la conservació. L'àrea de selva tropical contigua més gran de la península es troba a la serra McIllwraith- Iron Range. La flora de Gondwana d'aquesta zona inclou coníferes Araucariaceae i Podocarpaceae i orquídies Arthrochilus, Corybas i Calochilus. En total, aquesta selva tropical conté almenys 1000 plantes diferents, incloses 100 espècies rares o amenaçades, i el 16% de les espècies d'orquídies d'Austràlia.
En sòls pobres i secs es poden trobar landes tropicals. El nord-est de la península de Cape York dona suport a les zones més grans d'Austràlia d'aquest ecosistema molt divers.
Els extensos aiguamolls de la península de Cape York es troben entre els més grans, rics i diversos d'Austràlia. S'han identificat 19 aiguamolls d'importància nacional, majoritàriament a les grans planes inundables i a les zones costaneres. Les zones humides importants inclouen el Complex Apudthama, els sistemes Rinyirru i els estuaris dels grans rius de les planes occidentals. Moltes d'aquestes zones humides només existeixen durant l'estació humida i donen suport a comunitats vegetals rares o poc comunes.
Les zones costaneres de la península i els estuaris fluvials estan revestides de boscos de manglars de kwila i altres arbres. El bosc de manglars més gran d'Austràlia es troba a la badia de Newcastle.

### Fauna
La península alberga una biodiversitat extraordinària, amb més de 700 espècies d'animals terrestres vertebrats de les quals 40 són endèmiques. Com a resultat, des de la seva història geològica, la flora i la fauna de la península del cap York són una barreja complexa de relíquies de Gondwana, aïllacionistes australians i invasors asiàtics o de Nova Guinea (p. 41). Entre els ocells de la península hi ha la guatlla de pit (Turix olivii), el lloro d'espatlla daurada (Psephotus chrysopterygius), l'encantador goní de fades (Malurus amabilis), el melífer amb ratlles blanques (Trichodere cockerelli) i el menjamel de taques grogues (Meliphaga notata) com l'ostrera pedregada es troben a altres parts d'Austràlia però tenen poblacions importants a la península. La península també acull la serp marró oriental, una de les serps més verinoses del món. Els mamífers inclouen el rosegador Melomys capensis, relacionat amb l'extint Melomys rubicola, que només es va trobar a Bramble Cay a l'estret de Torres i es va confirmar extingit el 2016.
Les selves tropicals del Parc Nacional Kutini-Payamu donen suport a espècies que també es troben a Nova Guinea, com ara el lloro eclectus i el cuscús comú meridional. Una altra fauna de la selva tropical inclou 200 espècies de papallones, incloent 11 papallones endèmiques, una de les quals és l'enorme ala d'ocell verda, la pitó verda de l'arbre i el quoll del nord, un marsupial forestal que ara està molt esgotat per menjar els gripaus gegants verinosos introduïts.
Les ribes dels rius de les terres baixes són la llar d'una fauna específica pròpia, mentre que els rius, com ara el Jardine, Jackson River, Olive, Holroyd i el Wenlock, són rics en peixos. Els aiguamolls i els manglars costaners es destaquen per la seva importància com a viver de peixos i hàbitat de cocodrils, proporcionant un important refugi per a la sequera i, finalment, la Gran Barrera de Corall es troba a la costa est i és un hàbitat marí important.

### Amenaces i conservació

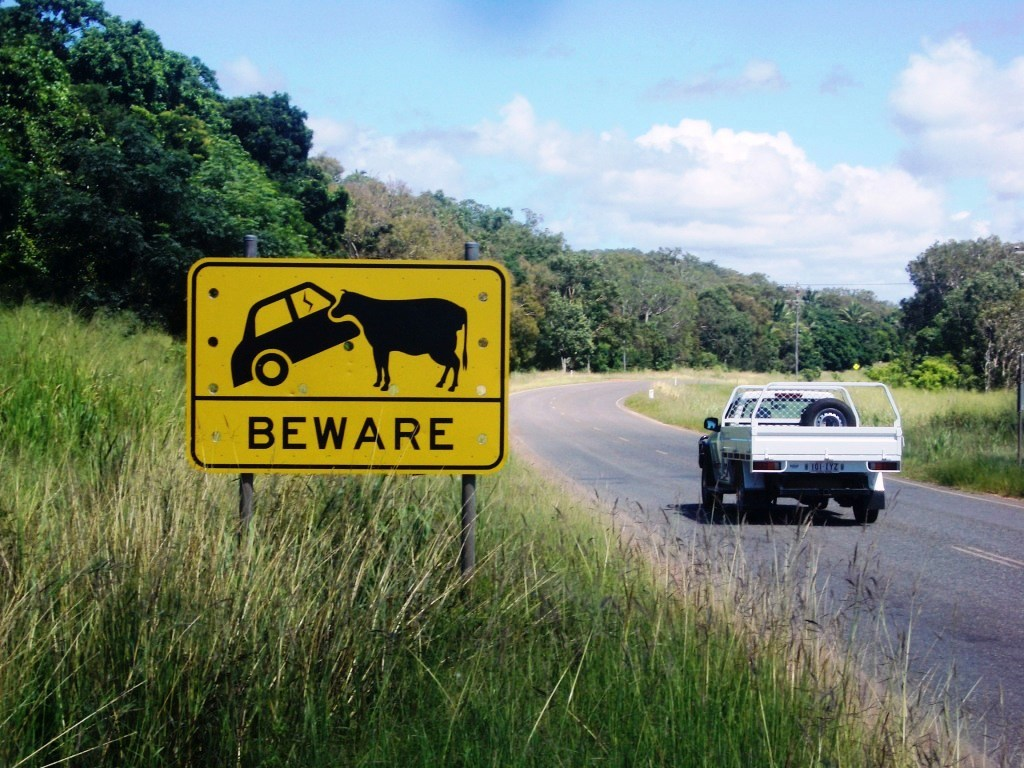
Senyal ATENCIÓ (presumiblement del Bou errant). Península de Cap York

Els arrendaments de les estacions de bestiar ocupen al voltant del 57% de l'àrea total, majoritàriament situats al centre i l'est de la península de Cap York. Les terres indígenes representen al voltant del 20%, i tota la costa oest es manté sota el títol natiu. La resta està majoritàriament declarat com a Parc nacional i gestionat pel Servei de Parcs i Vida Silvestre de Queensland. Els usos del sòl inclouen el pasturisme de grans superfícies, la mineria de bauxita i emmotllament en sorra, reserves naturals, turisme i pesca.
Hi ha extensos dipòsits de bauxita al llarg de la costa oest o del golf de Carpentaria. Weipa és el centre de la mineria. Una bona part ha estat danyada pel pasturatge excessiu, la mineria, els incendis mal controlats i els porcs salvatges, els gripaus gegants, les males herbes i altres espècies introduïdes però la península del cap York es manté força verge amb sistemes fluvials intactes i sans i sense cap planta ni animal registrat com a extint des de l'assentament europeu.
L'estudi Cape York Peninsula Land Use Strategy va ser encarregat pel govern australià l'any 1990 per crear plans per protegir el desert i actualment els governs federals de Queensland i d'Austràlia estan considerant una nominació per a Patrimoni Natural Mundial. Els principals parcs nacionals inclouen el Parc Nacional Apudthama a l'extrem nord, el Parc Nacional Oyala Thumotang a prop d'Aurukun i el Parc Nacional Rinyirru al sud-est de la bioregió.

## Transport

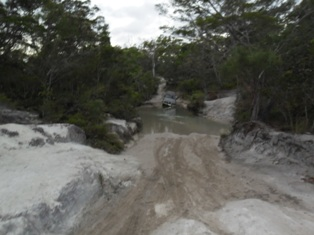
Antiga pista del telègraf.

Bamaga Road passa ara per la via de la línia telegràfica terrestre (OTL), que sovint es coneix com la via telemàtica. La pista telemàtica es va utilitzar per a la construcció i manteniment de l'OTL fins que va ser substituïda per primeres torres de relé de microones i després per cables de fibra òptica, i ara és utilitzada pels entusiastes dels vehicles amb tracció a les quatre rodes durant l'estació seca. Molts passos, com el pont sobre el Wenlock prop de l'estació de Moreton, s'han millorat; tanmateix, queden molts guals. Les carreteres no estan segellades i en alguns llocs són difícils de recórrer. Es consideren aptes només per a vehicles amb tracció a les quatre rodes i també només es consideren aptes per ser conduïts en estació seca.
El 1986, Cape York es va convertir en el lloc proposat per a un port espacial, que un consorci d'empreses, l'Agència Espacial del Cap York, va promoure amb el suport del govern federal. El 1992, el suport dels inversors va fracassar, i el 2017, la propietat legal de 160.000 Ha (400.000 acres) de terra requerida va ser retornada als Wuthathi, Kuku Yau i Kaanju del Nord. El desenvolupament, que va comptar amb un gran suport pel primer ministre de Queensland, Joh Bjelke-Petersen, hauria inclòs una nova ciutat, centres turístics, un aeroport i un port.